# Culinária de Macau
A culinária de Macau é uma mistura de culturas. Alguns dos pratos da gastronomia chinesa, principalmente do Sul da China, estão presentes nessa culinária, e são elas a sopa de barbatana de tubarão, a sopa de fitas, o arroz glutinoso e o famoso dim sum (點心, diǎnxīn em Mandarim), que é uma mistura riquíssima de pequenos pratos diferentes, servidos principalmente nos restaurantes onde existe o "Yam Tchá" (traduzido literalmente em português: beber chá).

## Origem
Quando se fala sobre a culinária de Macau, é importante destacar que a culinária dos macaenses, que é considerada única no mundo, nasceu quando as esposas orientais dos portugueses tentavam fazer comidas portuguesas com os ingredientes locais (principalmente os de origem chinesa), mas também com vários ingredientes oriundos de lugares (como por exemplo Malaca, Índia e Moçambique) visitados pelos portugueses na era dos Descobrimentos. Evidentemente, as tradições culinárias destas esposas influíram nestas comidas, originando a culinária macaense, considerada por muitos como uma genuína gastronomia de fusão.
Dentre as diversas comidas macaenses, algumas são mais populares e se destacam, como Sopa de lacassá,  porco afumado, "Min Chi" (carne picada), balichão, "Tacho" (ensopado de carne e legumes), arroz gordo, cabidela de pato, camarões grandes recheados, chetnim de bacalhau, inhame chau-chau com lap-yôck, galinha assada, caldo de raiz de lótus e caril de galinha.
Com o intuito de investigar e divulgar o património gastronómico macaense, foi criada a Confraria da Gastronomia Macaense, em 2007. 

## Pratos da gastronomia macaense

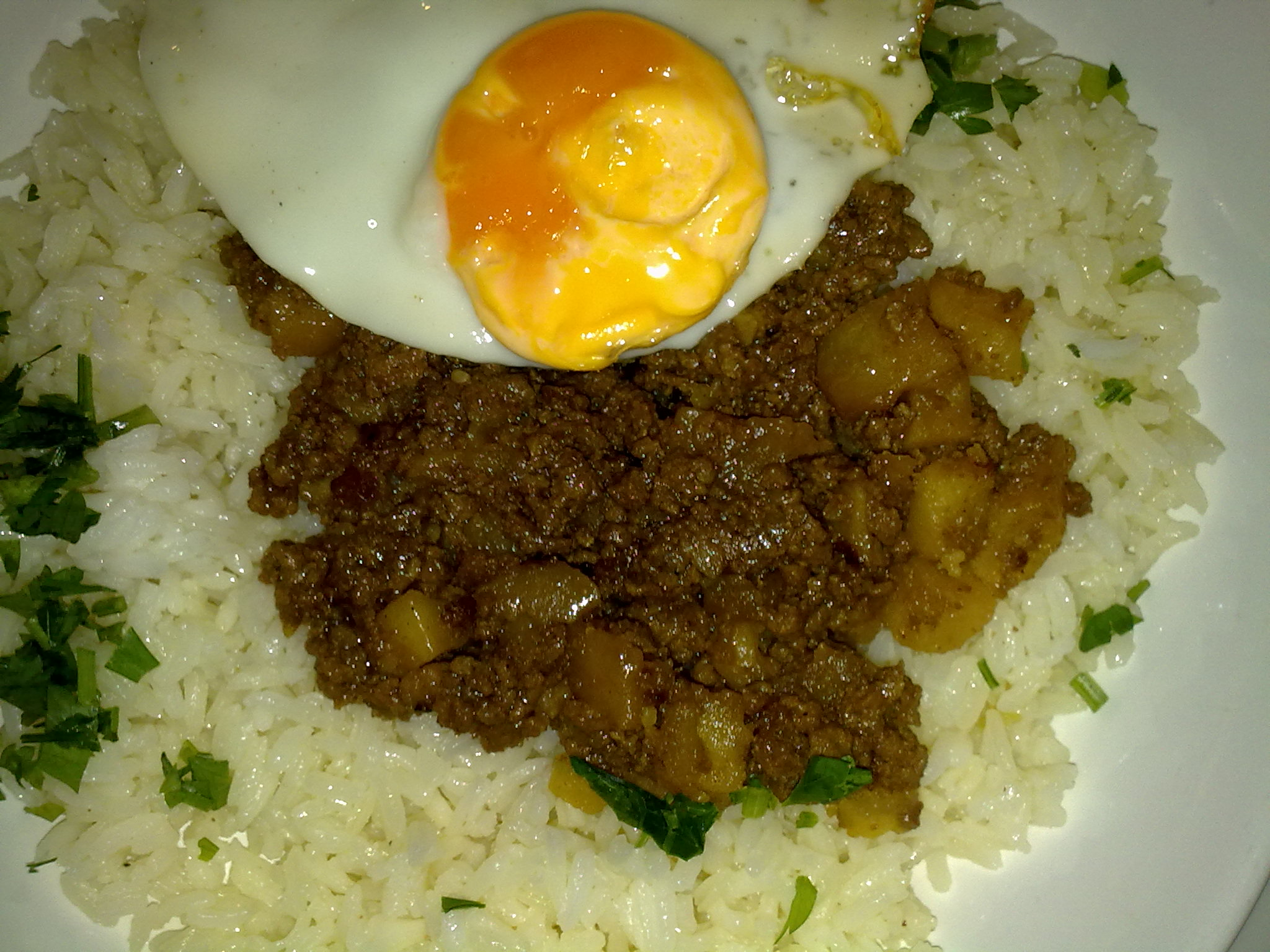
Minchi
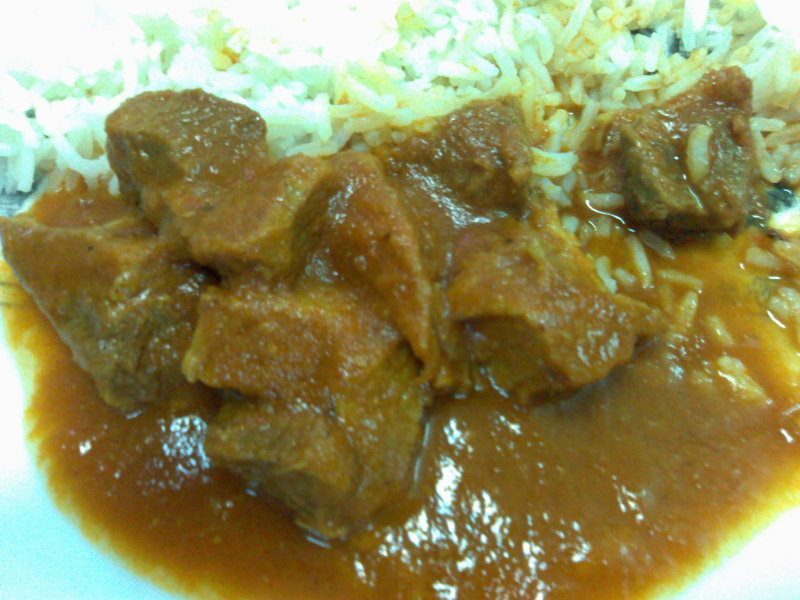
Balchão de porco, preparado com o balichão.
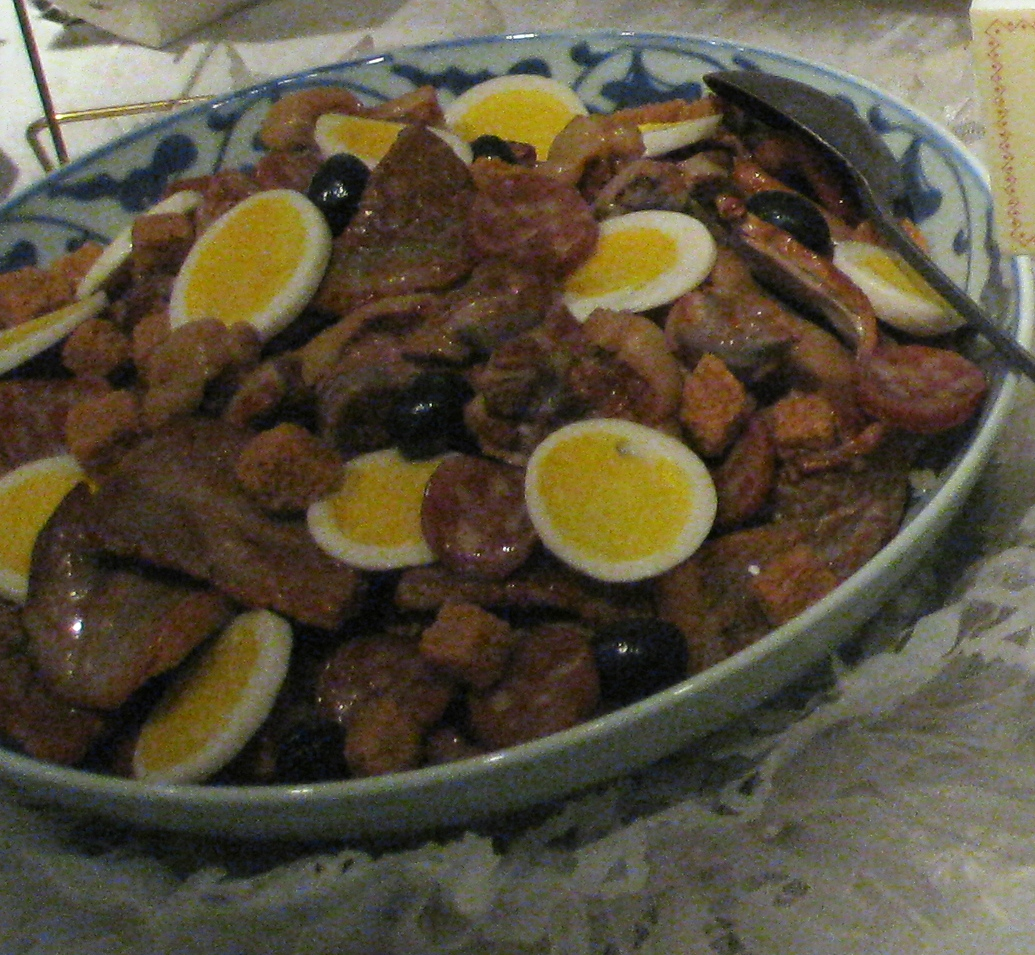
Arroz gordo
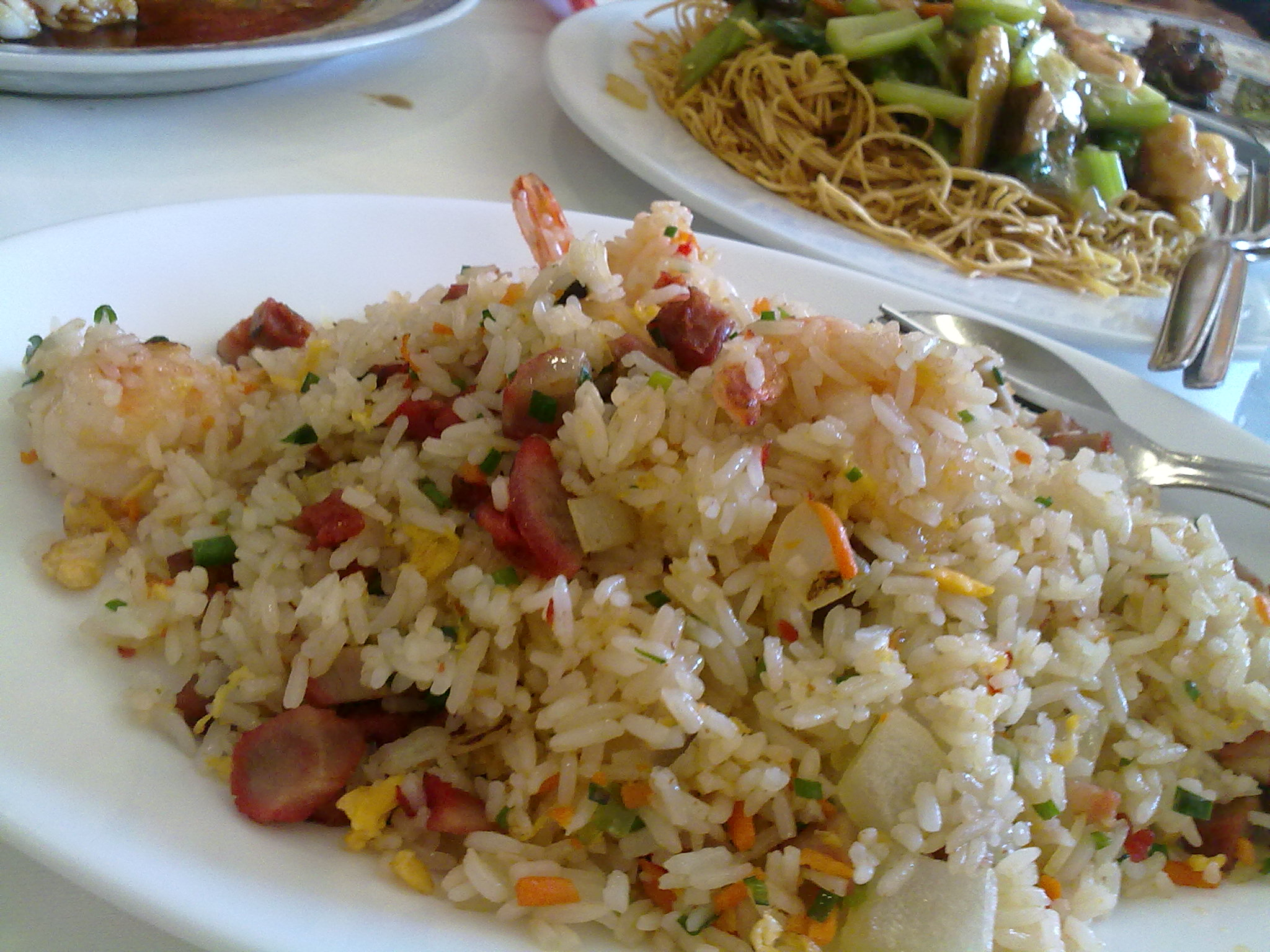
Arroz chau chau
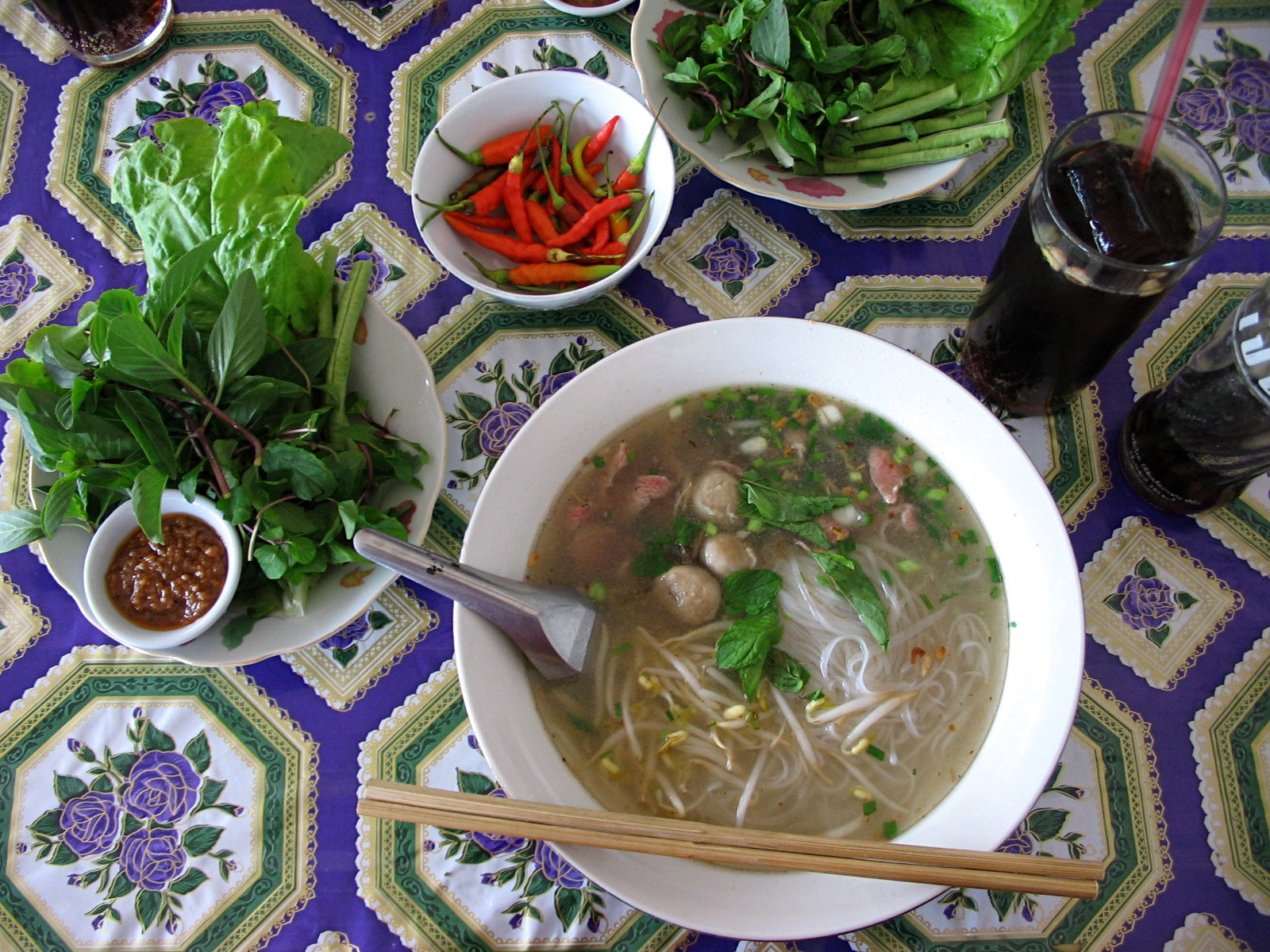
A sopa de fitas
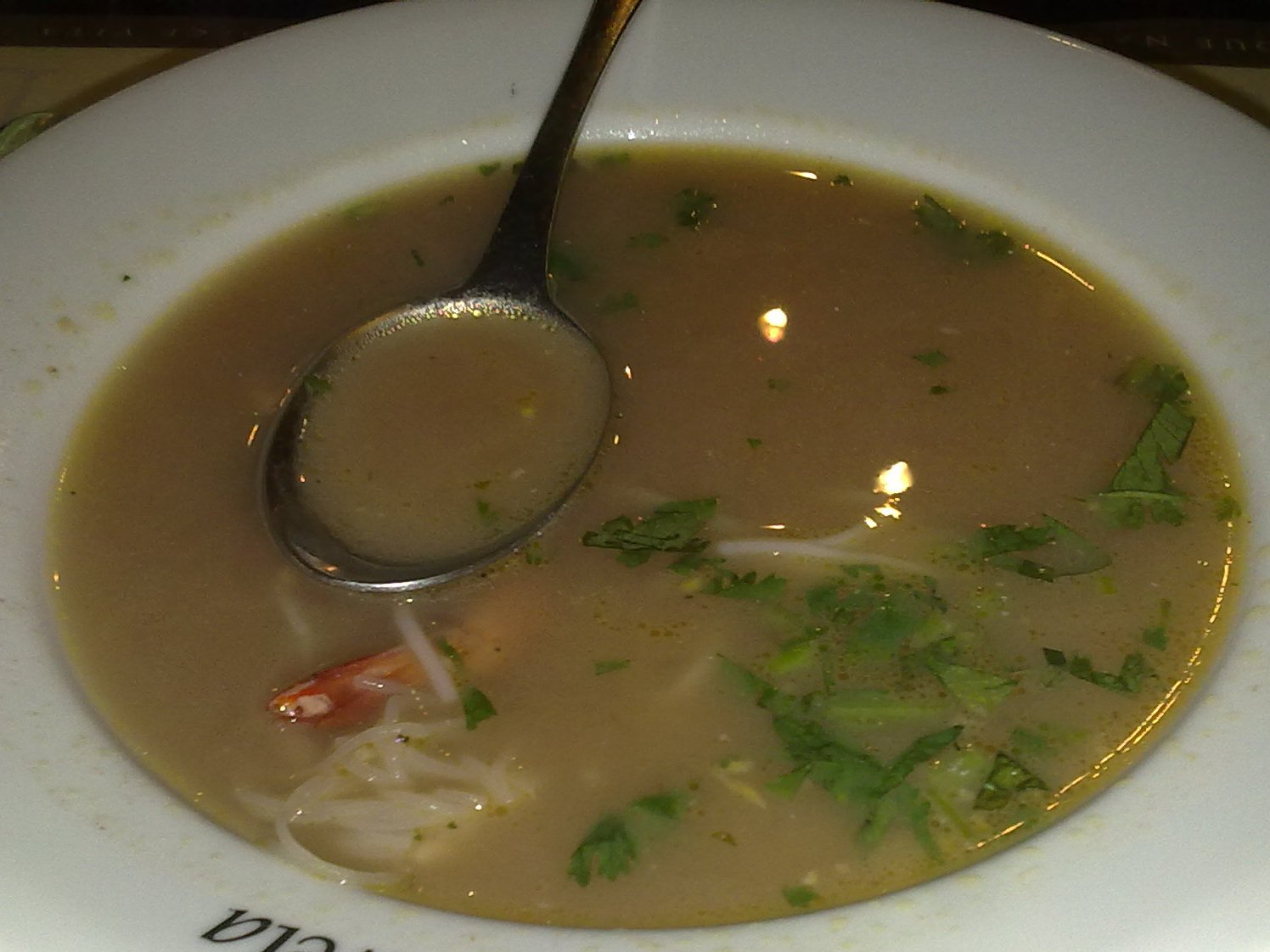
Sopa de lacassá
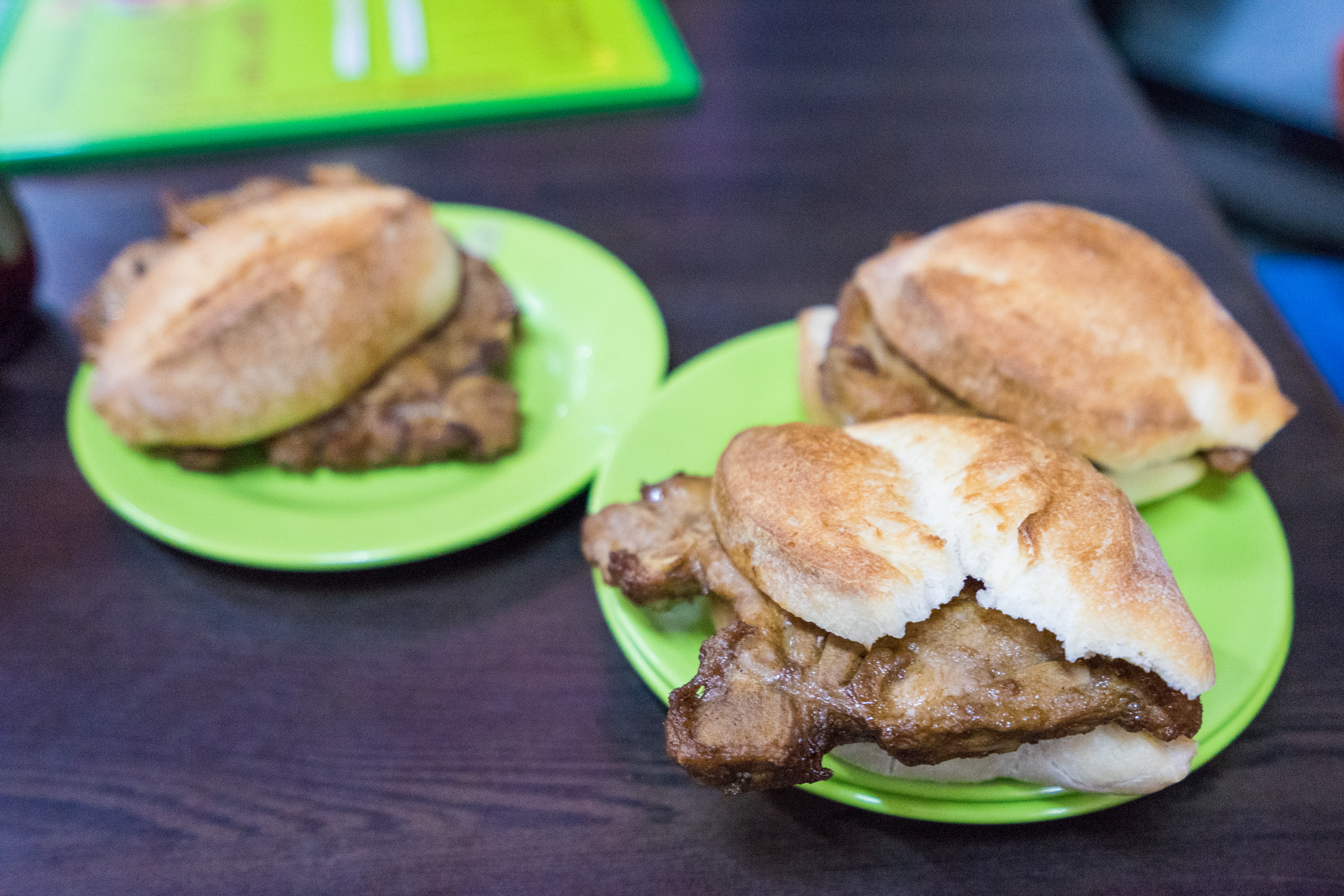
Sanduíche de costeleta de porco

### Durião, em Macau
Nos mercados de rua de Macau, é comum encontrar o fruto do durião.

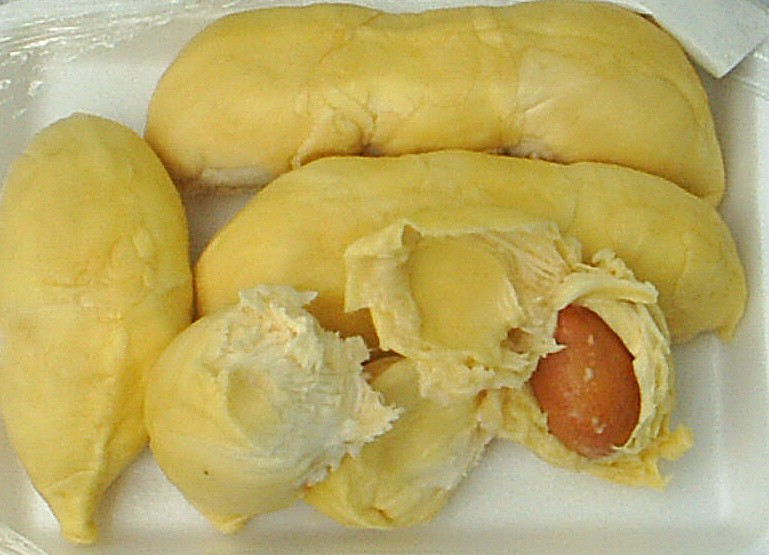
Embalagem de durião mostrando polpa e uma semente.

Durante a compra, é possível pedir a quem vende o fruto que o corte em pedaços. Neste caso, é fornecida uma embalagem de plástico onde são colocados os pedaços para o transporte. Na doçaria da cidade, existem também os bolos de durião.
Em virtude do cheiro intenso, alguns hotéis locais chegam a proibir o transporte do fruto para dentro das suas instalações.

## Literatura
Existem vários livros sobre a culinária macaense, e entre eles estão:
- "Bons Petiscos" (1ª edição em 1972) - Maria Celestina de Mello e Senna
- "Cozinhados de Macau" - Maria Celestina de Mello e Senna
- "Cozinha de Macau" - Graça Pacheco Jorge
- "A Culinária dos Macaenses" - João António Ferreira Lamas
- "O meu livro de cozinha" - Maria João Santos Ferreira
- "À mesa da diáspora" -  Cecília Jorge